# Maria Stypułkowska-Chojecka

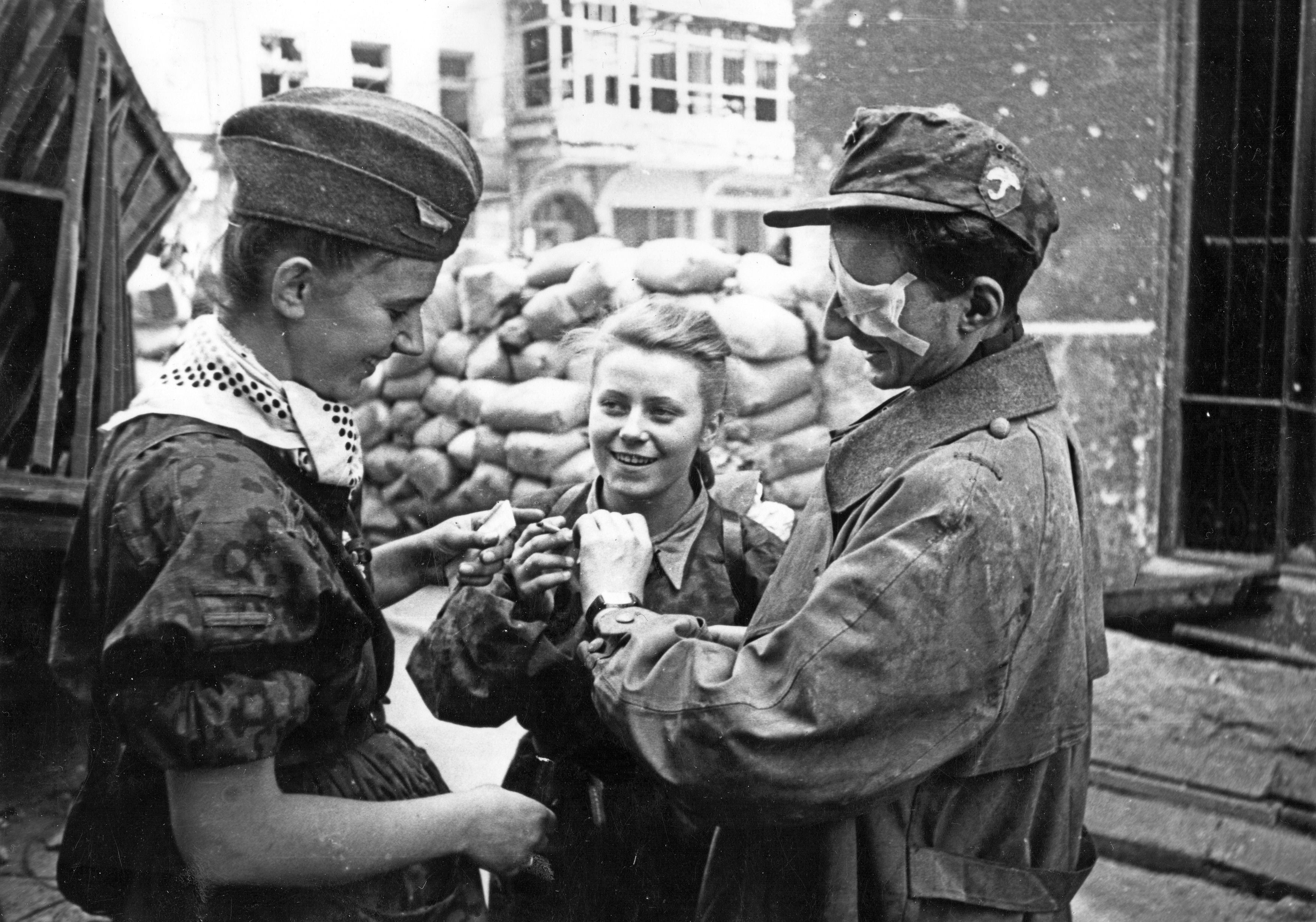
Żołnierze z batalionu „Parasol” po wyjściu z kanału na ul. Wareckiej. Pośrodku Maria Stypułkowska, po prawej Krzysztof Palester „Krzych”

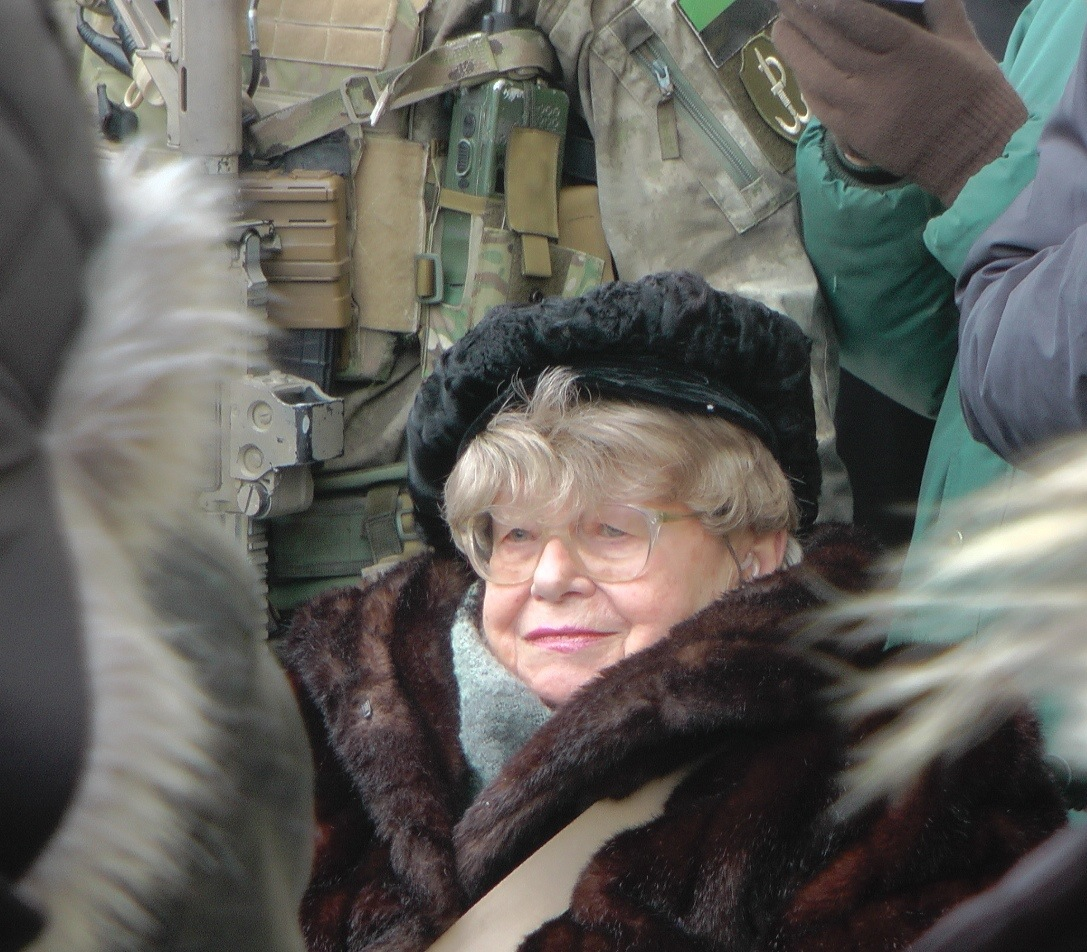
Maria Stypułkowska-Chojecka „Kama” w 70. rocznicę zamachu w czasie ceremonii pod tablicą upamiętniającą Bronisława Pietraszewicza „Lota” (2014)

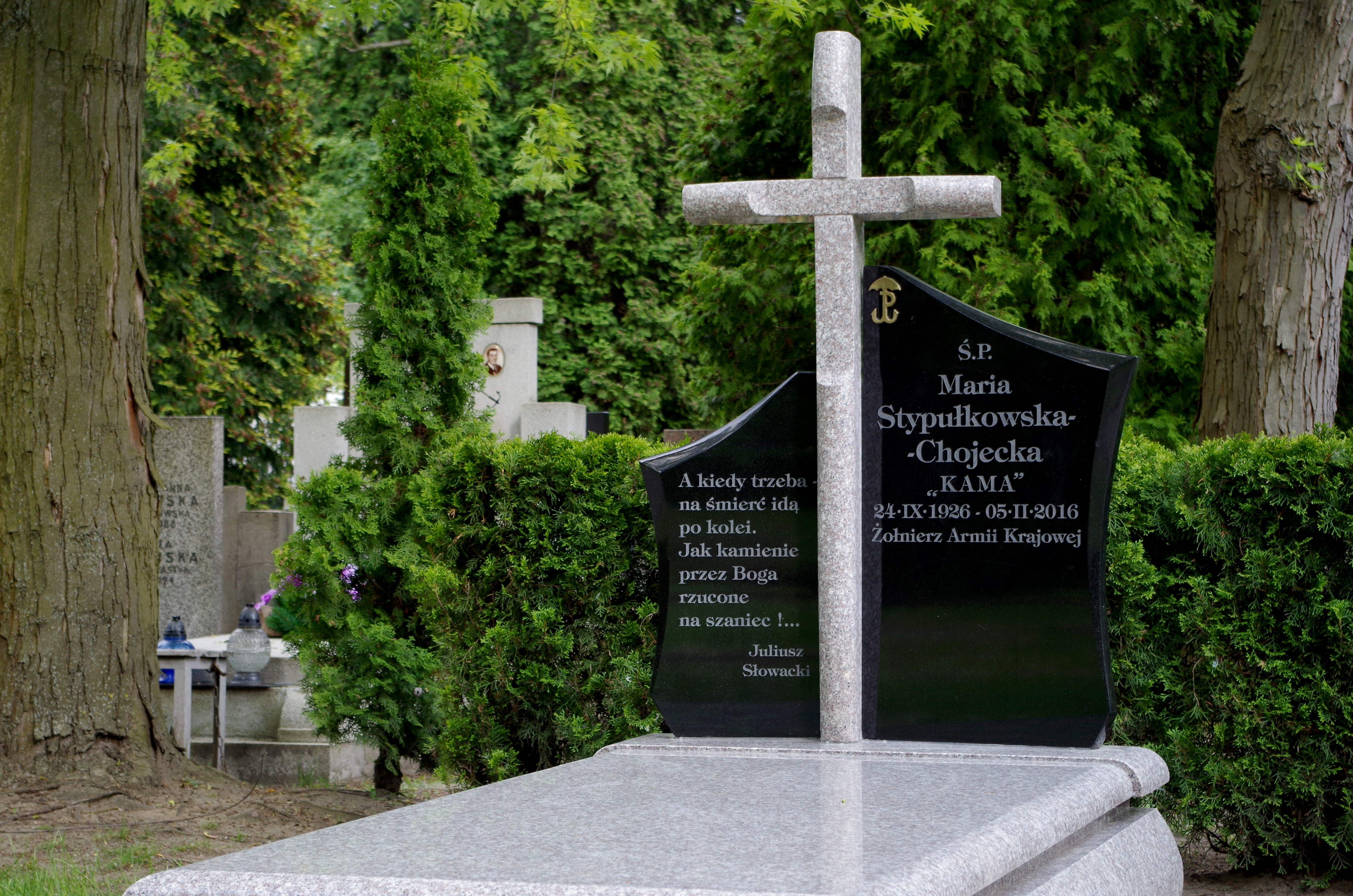
Grób Marii Stypułkowskiej-Chojeckiej na cmentarzu Wojskowym na Powązkach w Warszawie

Maria Stypułkowska-Chojecka, ps. „Kama” (ur. 24 września 1926 w Warszawie, zm. 5 lutego 2016 tamże) – polska pedagog, działaczka podziemia niepodległościowego w czasie II wojny światowej, łączniczka i sanitariuszka batalionu „Parasol” Armii Krajowej, uczestniczka powstania warszawskiego, honorowa obywatelka Warszawy i Piastowa.

## Życiorys
Urodziła się na warszawskiej Woli. Była jedyną córką Jana i Ireny z domu Obrzydowskiej. Ojciec, członek PPS, pracował w kolejowych warsztatach naprawczych. Od 1937 należała do 58. Warszawskiej Żeńskiej Drużyny Harcerzy. W 1940 ukończyła szkołę powszechną nr 139 przy ul. Młynarskiej 2.
W czasie obrony Warszawy we wrześniu 1939 brała udział w pogotowiu wojennym harcerek pełniąc służbę pomocniczą na Dworcu Głównym. W 1941, po ponownym zorganizowaniu jej drużyny, przeszła przeszkolenie na kursach: samarytańskim, pielęgniarskim i łączności. W konspiracji od 3 sierpnia 1942. Przyjęła pseudonim „Kama”, od imienia bohaterki powieści Andrzeja Struga Dzieje jednego pocisku.
Uczestniczyła w akcjach małego sabotażu „Wawra”. 1 sierpnia 1943 przeszła z Szarych Szeregów do oddziału specjalnego Kedywu Komendy Głównej Armii Krajowej „Agat” (na bazie którego w 1944 utworzono batalion „Parasol”). Pełniła funkcję łączniczki zastępcy dowódcy II plutonu Kazimierza Kardasia ps. „Orkan”, rozpoczynając jednocześnie pracę wywiadowczyni. Pierwszą akcją, w której wzięła udział, była likwidacja 1 października 1943 SS-Rottenführera Ernesta Weffelsa, komendanta oddziału kobiecego Pawiaka (Serbii). Uczestniczyła w rozpoznaniu lub wzięła bezpośredni udział w 7 akcjach: Weffels, Kutschera, Koppe, Stamm, Frühwirth, Hahn i Braun.
Ukończyła Szkołę Podchorążych Rezerwy Piechoty „Agricola”.
W czasie powstania warszawskiego jako łączniczka i sanitariuszka 2. kompanii przeszła szlak bojowy „Parasola” (Wola-Stare Miasto-Śródmieście-Czerniaków-Mokotów). Na Starym Mieście współorganizowała punkt sanitarny dla rannych żołnierzy „Parasola”, których następnie przeprowadziła kanałem z placu Krasińskich na ul. Warecką. Była dwukrotnie ranna. Po kapitulacji powstania opuściła Warszawę wraz z ludnością cywilną. Wróciła do Warszawy w lutym 1945.
W czasie okupacji uczyła się w zawodowej szkole krawieckiej i uczęszczała na tajne komplety Gimnazjum i Liceum im. Bolesława Prusa przy ul. Jasnej 10. W 1968 ukończyła studia na Wydziale Pedagogicznym Uniwersytetu Warszawskiego. Pracowała w szkolnictwie, a następnie jako redaktor w Wydawnictwach Szkolnych i Pedagogicznych.
Podczas uroczystego wieczoru organizowanego w lipcu 1967 roku przez ZBOWiD z okazji 23 rocznicy Powstania Warszawskiego zgłosiła rezolucję poparcia ówczesnej polityki Władysława Gomułki prowadzonej w kraju.
Była przewodniczącą Komisji Historycznej i Współpracy z Młodzieżą środowiska żołnierzy „Parasola”. Działała także w Stowarzyszeniu Szarych Szeregów, Światowym Związku Żołnierzy Armii Krajowej i Związku Powstańców Warszawskich. Członkini Zarządu Głównego ZBoWiD w kadencji 1974–1979.
6 lutego 2007 otrzymała honorowe obywatelstwo Piastowa, a 15 lipca 2010 honorowe obywatelstwo miasta stołecznego Warszawy. Została awansowana do stopnia majora w stanie spoczynku.
Została członkiem honorowego komitetu poparcia Bronisława Komorowskiego przed przyspieszonymi wyborami prezydenckimi w 2010 oraz przed wyborami prezydenckimi w 2015.
Jej pogrzeb odbył się 16 lutego 2016 na warszawskim cmentarzu Wojskowym na Powązkach w Alei Zasłużonych (kwatera G-tuje-22). 

## Życie prywatne
W listopadzie 1945 wyszła za mąż za kolegę z batalionu „Parasol”, Jerzego Chojeckiego ps. „Spokojny”. Była matką Mirosława Chojeckiego (ur. 1949) i Sławomira Chojeckiego (ur. 1954).

## Ordery i odznaczenia
- Krzyż Komandorski z Gwiazdą Orderu Odrodzenia Polski (pośmiertnie 2016)[18]
- Krzyż Komandorski Orderu Odrodzenia Polski (2006)[19]
- Krzyż Oficerski Orderu Odrodzenia Polski (1997)[20][21]
- Krzyż Kawalerski Orderu Odrodzenia Polski (1977)[20]
- Krzyż Srebrny Orderu Virtuti Militari (od Rady Państwa 15 stycznia 1972)[20]
- Krzyż Walecznych (dwukrotnie)
- Krzyż Partyzancki (1975)[20]
- Warszawski Krzyż Powstańczy[22]
- Krzyż Armii Krajowej
- Medal „Za udział w wojnie obronnej 1939” (1987)[20]
- Medal za Warszawę 1939–1945 (1972)[20]
- Medal „Pro Memoria”
- Srebrny Medal „Opiekun Miejsc Pamięci Narodowej” (1989)[20]
- Medal Komisji Edukacji Narodowej
- Rozeta z Mieczami do Krzyża za Zasługi dla ZHP (1986)[20]
- Order Uśmiechu[23]
- Odznaka Weteran Walk o Niepodległość
- Odznaka pamiątkowa Akcji „Burza”
- Odznaka „Zasłużony Działacz Kultury”
- Złota odznaka honorowa „Za Zasługi dla Warszawy” (1975)[20]
- Odznaka Pamiątkowa Zgrupowania „Radosław”
- Odznaka Pamiątkowa Szkoły Podchorążych Rezerwy Piechoty ZWZ–AK
- Złota Honorowa Odznaka Towarzystwa Przyjaciół Warszawy

## Inne informacje
W 2025 roku archiwum Marii Stypułkowskiej zostało przekazane przez jej synów do Archiwum Akt Nowych w Warszawie.

## Wyróżnienia
- Honorowy Obywatel Miasta Piastów (2007)[25]
- Honorowy Obywatel m.st. Warszawy (2010)[9]

## Upamiętnienie
- W 2007 w chodnik Alej Ujazdowskich w miejscu, w którym podczas akcji Kutschera (na wysokości alei Róż) stała „Kama”, wmurowano tablicę pamiątkową.